# Castello di Sant'Alessio Siculo

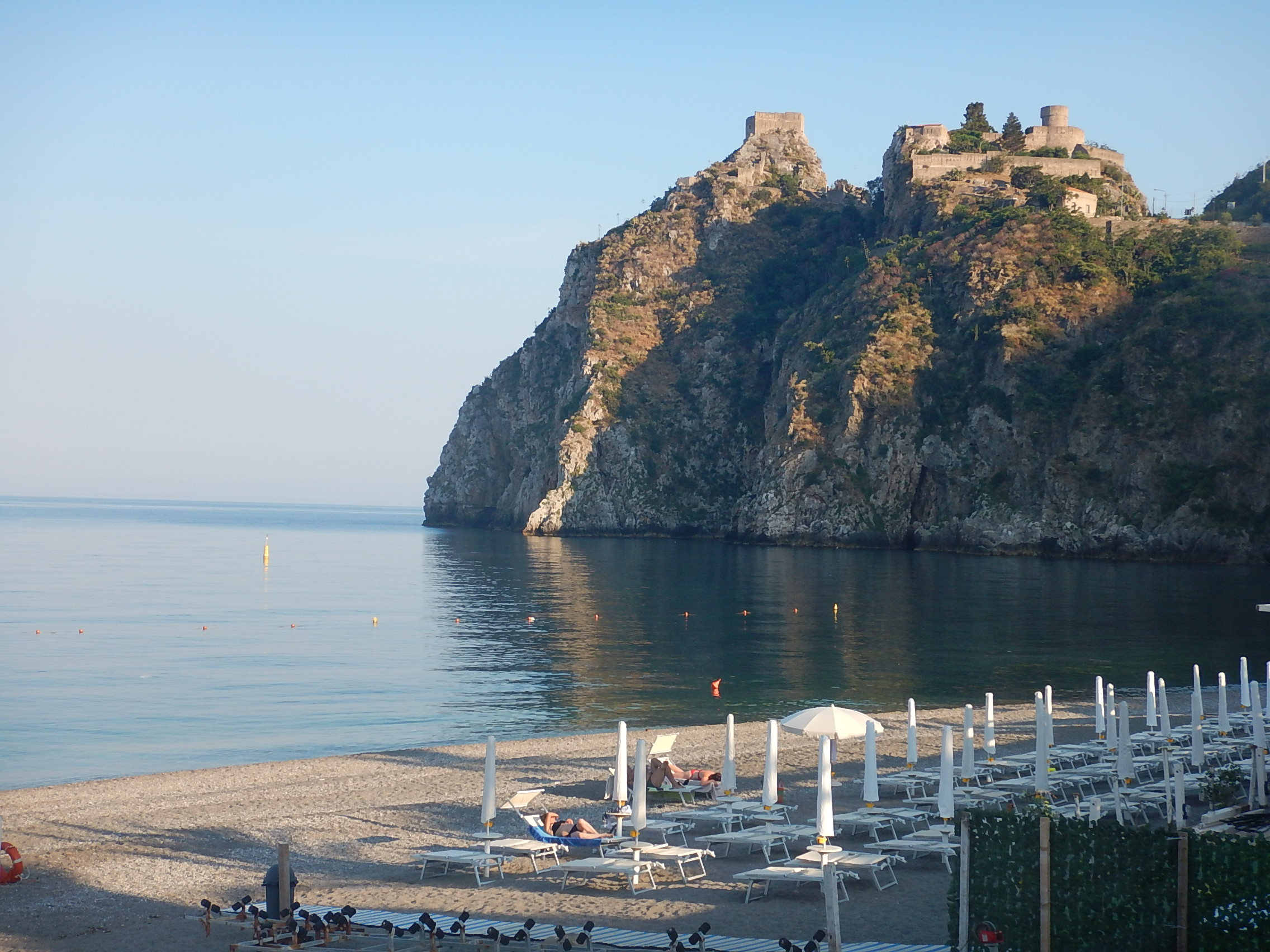
Il castello visto da Sant'Alessio

Il castello di Sant'Alessio Siculo sorge sul promontorio roccioso noto come "capo Sant'Alessio", all'interno del comune di Sant'Alessio Siculo, nella città metropolitana di Messina.

## Storia
Il "capo" è l'unico promontorio a sorgere lungo la fascia costiera ionica tra Messina e Taormina. Per questa ragione ha rivestito, e riveste tuttora, un ruolo importante dal punto di vista strategico; tutti gli eserciti storicamente presenti in Sicilia hanno contribuito, in fasi successive, all'edificazione del castello sulla sua sommità.
Il castello si compone di due torrioni, uno a pianta rettangolare e uno a pianta circolare, e di un muro di cinta. I due torrioni sorgono su due picchi situati all'estremità del promontorio, a strapiombo sul mare. Il torrione circolare sul picco lato monte, il torrione a base rettangolare sul picco lato mare.
Il promontorio, già noto in epoca greco-siceliota come Arghennon Akron (Argenteo Capo), fino all'unificazione dell'Isola sotto l'Arcontato di Sicilia di Dionisio I, nel V secolo a.C., fungeva da confine territoriale tra la Chora della polis di Messana e quella di Naxos. Venne poi chiamato Promontorium dai romani, che vi edificarono per primi una fortificazione. Durante la battaglia tra Ottaviano e Sesto Pompeo (36 a.C.), il castello avrebbe ospitato lo stesso Sesto Pompeo, il figlio di Gneo Pompeo Magno, che si era dato alla pirateria, in quegli anni, nei pressi delle coste siciliane, ostacolando i rifornimenti romani.
La costruzione del castello vero e proprio avvenne in epoca Bizantina e venne ribattezzato col nome di un Santo della tradizione greco-ortodossa. Il maniero fungeva da difesa contro le scorrerie degli Arabi nell'ambito delle guerre condotte da Bisanzio contro costoro. Con la nascita dell'Emirato di Sicilia, il promontorio fu noto come Ad Dargah (La Scala).
Con la nascita del Regno di Sicilia, nel XII secolo, furono realizzate significative modifiche strutturali che portarono la fortificazione ad assumere la forma odierna. Nell'atto di donazione con il quale Ruggero II di Sicilia, nel 1117, concesse le terre di Forza d'Agrò al monastero basiliano annesso alla Chiesa dei Santi Pietro e Paolo d'Agrò, compare l'iscrizione "Scala Sancti Alexi" in riferimento al promontorio. Durante il medioevo Forza d'Agrò fu centro di non secondaria importanza, e il territorio della odierna (e allora pressoché inesistente) Sant'Alessio vi apparteneva.
Nella prima metà del Quattrocento, i re di Sicilia istituirono la baronia del Castello di Sant'Alessio che era limitata alle minuscole porzioni di territorio poste a nord e a sud del promontorio, la piccola Baronia, pur essendo collocata dentro il perimetro del feudo dell'Abbazia dei Santi Pietro e Paolo d'Agrò, aveva un'amministrazione autonoma, retta da un castellano dotato di mero e misto imperio sia sui suoi subalterni (guardie, arcieri, inservienti), sia sulla popolazione residente nei piccoli villaggi di Sant'Alessio e Santa Margherita, situati rispettivamente a poche centinaia di metri a nord e a sud del promontorio. Le spese per il mantenimento del castellano e dei suoi uomini erano sostenute dal monastero dei Santi Pietro e Paolo. Il nobile messinese Artale Angelica fu il primo a ricoprire l'ufficio di castellano, ma vi rinunciò verso il 1450 a favore della Regia Corte di Sicilia. Nel 1453 la signoria sul castello fu assegnata, dal  Re Alfonso I di Sicilia, alla famiglia Colonna-Romano che la esercitò fino al 1558 quando il castello passò in eredità alla famiglia Furnari. Nel 1608, Ferdinando Furnari, lo vendette al protonotaro don Francesco Romeo da Randazzo che alla sua morte lo trasmise ai suoi eredi. Dal 1703 passò alla nuova dinastia dei Paternò-Castello che ne mantenne la signoria per alcune generazioni fino all'abolizione del feudalesimo nel Regno di Sicilia sancita dalla Costituzione del 1812.
La fortezza ospitò Carlo V d'Asburgo (1500-1558) reduce dalla presa di Tunisi del 1535. Nel 1676, durante la Rivolta antispagnola di Messina, divenne il deposito di viveri della città di Messina.
Agli inizi dell'Ottocento gli Inglesi, nelle operazioni di difesa del Regno di Sicilia dagli attacchi dei Francesi provenienti dalla Calabria, ristrutturarono la fortezza costruendo la cinta muraria esterna. 
Nel 1900 il castello fu acquistato da Giovanni Impellizzeri.
Dall'area antistante il castello si dipartono due gallerie sotterranee che scorrono sotto di esso e terminano in due aperture sulle pareti rocciose, una lato Messina, una lato Taormina. Qui, nel corso della seconda guerra mondiale, le truppe tedesche posizionarono due batterie di artiglieria.
Attualmente gli edifici che compongono la fortificazione sono chiusi al pubblico e in parte diroccati.